# Culicoides olyslageri
Culicoides olyslageri är en tvåvingeart som beskrevs av Kremer och Nevill 1972. Culicoides olyslageri ingår i släktet Culicoides och familjen svidknott. Inga underarter finns listade i Catalogue of Life.